# Utro
Utro (Russisch: Утро) is een postpunkband afkomstig uit Rostov aan de Don, Rusland. De band staat bekend om haar experimentele instrumentalen, minimalistische benadering en spirituele teksten 
De band werd opgericht in 2010 door Vladislav Parshin. Hij rekruteerde Airin Marchenko, Maksim Polivanov en Alexander Norets, die hij kende van een andere band Motorama, voor zijn nieuwe project. Met Motorama maakten zij muziek in het Engels, terwijl de teksten van Utro in het Russisch zijn. Datzelfde jaar nog brachten ze hun zelf-getitelde debuutalbum Утро uit. Via Talitres Records brachten ze in 2015 hun tweede album Солнце uit.

## Discografie
Studioalbums
- 2010: Утро
- 2015: Солнце
- 2017: Третий Альбом
- 2022: Другое за другим